# James Melville (homme politique)
James Benjamin Melville (20 avril 1885 - 1er mai 1931) est un homme politique du parti travailliste britannique et ministre du gouvernement, et auparavant un avocat.

## Vie privée
James Melville est né au Havre, en France, fils de William Melville, du comté de Kerry, en Irlande, qui y est en poste pour le travail du renseignement, et de Kate O'Reilly. Il épouse Sara Tugander, ancienne secrétaire privée du premier ministre conservateur Bonar Law. On disait qu'ils étaient les «vrais fondateurs» du Parti travailliste dans la «zone difficile» de South Kensington, bien qu'il ait d'abord commencé comme libéral. Il meurt en fonction le 1er mai 1931, à l'âge de 46 ans. Il est  enterré au Kensal Green Cemetery à Londres .

## Carrière juridique
En tant qu'avocat en 1911, il défend avec succès les anarchistes Yourka Dubof et Jacob Peters qui auraient été impliqués dans le siège de Sidney Street (également connu sous le nom de meurtres de Houndsditch) qui a tellement embarrassé Winston Churchill. Selon The Siege of Sidney Street de Donald Rumbelow, Peters est coupable mais le dossier de l'accusation est une pagaille. Peters retourne plus tard en Russie pour jouer un rôle de premier plan dans la révolution bolchevique. Il devient directeur adjoint de la Tchéka et travaille avec Lénine et Dzerzhinsky.
Il est également, bien que sans succès, avocat en appel contre le verdict criminel d'obscénité avec une ordonnance de censure contre Le Puits de solitude de Radclyffe Hall. Quand il devient Conseiller de la reine il est le plus jeune Conseiller de la reine d'Angleterre, un record qu'il a détenu pendant de nombreuses années.

## Service de guerre dans l'armée
Il sert pendant la Première Guerre mondiale en tant qu'officier dans le Corps des services de l'armée, à Gallipoli et en Macédoine et est mentionné dans des dépêches. Il termine la guerre comme major à l'état-major du Quartier général. Peu de temps après l'Armistice il quitte l'armée à 50% d'invalidité. Il est élu aux élections générales de 1929 comme député pour Gateshead, un siège sûr du Parti travailliste où il remporte plus de 50% des voix. Lors de l'élection partielle à la suite de son décès à Gateshead le 8 juin, Herbert Evans occupe le siège du Parti travailliste, mais meurt en fonction le 7 octobre, jour de la dissolution du Parlement pour les élections générales de 1931.

## Carrière politique
Dans le deuxième gouvernement travailliste de Ramsay MacDonald, il est solliciteur général de 1929 à 1930.